# Аббон Флёрийский
Аббо́н Флёри́йский (фр. Abbon de Fleury, лат. Abbo Floriacensis; около 945 — 13 ноября 1004) — монах бенедиктинского ордена, аббат монастыря Флёри во Франции, видный церковно-политический деятель, сторонник Клюнийской реформы, учёный-энциклопедист, святой Римско-католической церкви.

## Биография

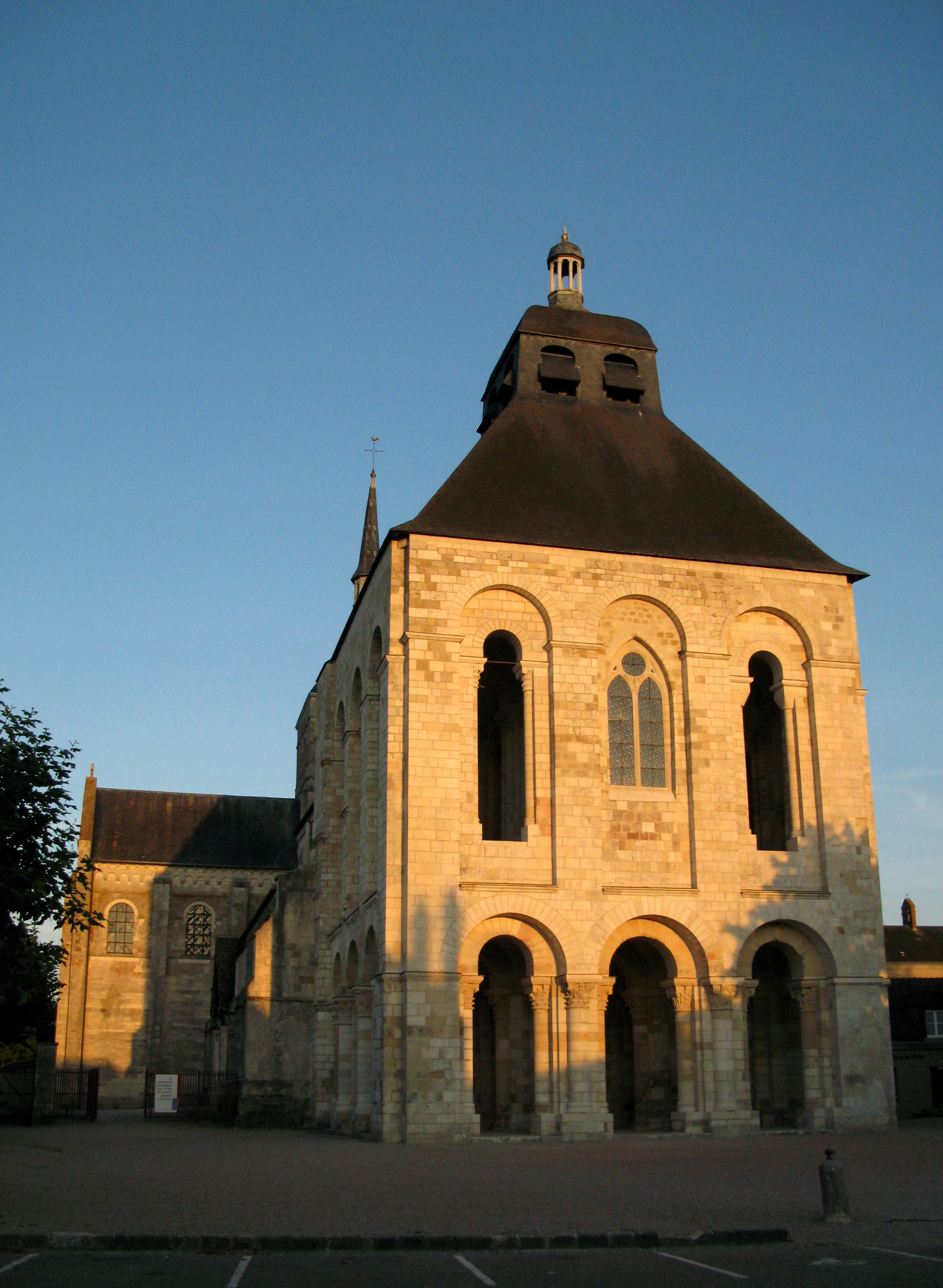
Аббатство Флёри

В 985—987 годах преподавал в Англии по приглашению йоркского архиепископа. Аббат Флёри с 988 года. Известный защитник прав церкви и ревнивый охранитель чистоты монастырских нравов, чем нажил себе много врагов и погиб от руки одного из них в 1004 году, пытаясь остановить кровопролитную ссору между монахами Флёри и Ла-Реоль. Канонизирован как мученик (память 13 ноября).

## Сочинения
Сочинения Аббона посвящены математике, агиографии, грамматике, каноническому праву. Знаток священного писания и святых отцов, он составил «Collectio canonum ad Hugonem et Robertum reges» (собрание канонов, посвящённое королям Франции Гуго Капету и Роберту II), напечатанное Мабийоном в 1723 году. В этом своём трактате, известном также как «Сборник канонов» и создавшему ему имя, Аббон выступил в защиту сильной государственной власти, главную задачу которой видел в исполнении предначертаний церкви.
Кроме того, он написал множество сочинений, большая часть которых осталась в рукописях и перечислена в «Histoire littératire de France par Bénédictins de St. Maure» (1746, т. VII, 159—182). Наряду с Гербертом Аурилакским он занимался наукой логики.